# NGC 3911
NGC 3911 ist eine Spiralgalaxie vom Hubble-Typ SBbc im Sternbild Löwe, die schätzungsweise 265 Millionen Lichtjahre von der Milchstraße entfernt ist. 
Die Galaxie wurde am 28. März 1832 von dem Astronomen John Herschel entdeckt.